# 市川衛 (医療ジャーナリスト)
市川 衛(いちかわ まもる、1977年 - )は、日本の医療ジャーナリスト。医療の「翻訳家」。一般社団法人メディカルジャーナリズム勉強会代表。READYFOR株式会社基金開発室長。広島大学医学部客員准教授（公衆衛生）。武蔵大学社会学部メディア社会学科准教授。元NHKチーフディレクター。

## 経歴・人物
1977年、東京都生まれ。
暁星高等学校を経て、2000年東京大学医学部卒業後、NHK入局。番組制作ディレクターとして、「ためしてガッテン」「クローズアップ現代」「NHKスペシャル」など科学、医療情報に関する番組制作に携わりながら、国内外を取材。
2016年、スタンフォード大学に派遣され、客員研究員としてテレビ放送とメディアについて研究。帰国後、自身の専門である医療情報の品質や伝え方について問題意識を抱いたことから、有志メンバーとともにメディカルジャーナリズム勉強会を設立。医療従事者とメディアの垣根を越えた交流や情報発信のスキル向上を目指し、活動を行っている。
以来、情報ギャップの生まれがちな医療・健康情報分野において、専門家と市民の架け橋となるべく、医療の「翻訳家」としての活動を開始、現在に至る。
2017年、メインディレクターとして制作したNHKスペシャル「睡眠負債が危ない」をきっかけに『睡眠負債』という単語の認知が向上。2017年のユーキャン新語・流行語大賞のトップ10に選ばれた。
2020年からの新型コロナウイルスの感染拡大に伴い、ディレクターとして感染対策の現場を取材。NHKスペシャル「“パンデミック”との闘い～感染拡大は封じ込められるか～」などを制作。その後も適切な発信を目的として、SNSでの発信やメディアへの出演、報道関係者向けの勉強会などを主催している。
2021年、NHKを退職しREADYFOR株式会社に就職。基金開発室長として、新型コロナ対策基金の運営など、社会貢献活動に従事している。同時に、医療ジャーナリストとしてメディア出演のほか、記事執筆・大学での講義活動、各種イベントでのファシリテーターなどを行う。
専門分野は公衆衛生、ヘルスコミュニケーション、医療とメディアなど。認知症、脳科学、介護などのテーマを中心とした講演経験も多数。

## 略歴
- 2000年　東京大学医学部健康科学・看護学科卒業
- 2000年　NHK(日本放送協会)入局
- 2016年　スタンフォード大学　客員研究員
- 2016年　一般社団法人メディカルジャーナリズム勉強会　設立
- 2020年　広島大学医学部　客員准教授
- 2021年　READYFOR株式会社　基金開発室長

## 制作に関わった主な番組

### テレビ
- 2010年　ためしてガッテン「認知症!介護の新技で症状が劇的に改善する」
- 2011年　NHKスペシャル「脳がよみがえる　脳卒中・リハビリ革命」
- 2014年　NHKスペシャル「医療ビッグデータ 患者を救う大革命」
- 2017年　NHKスペシャル「睡眠負債が危ない」
- 2020年　NHKスペシャル「“パンデミック”との闘い～感染拡大は封じ込められるか～」

## 書籍
- 脳がよみがえる　脳卒中・リハビリ革命　(2011/9/2 主婦と生活社)
- 誤解だらけの認知症　(2012/7/27 技術評論社)
- NHKクローズアップ現代　糖尿病の治療革命　(2013/4/16 主婦と生活社)
- 脳で治す腰痛DVDブック　(2016/1/29 主婦と生活社)
- 教養としての健康情報　それ、本当に信じていいですか?(2019/3/17 講談社)